# El tren fantasma (película de 1931)
El tren fantasma (en inglés: The Ghost Train) es una película de suspense, misterio y comedia británica de 1931, dirigida por Walter Forde, basada en la obra de teatro de 1923 del mismo título escrita por el dramaturgo británico Arnold Ridley, protagonizada por Jack Hulbert, Cicely Courtneidge y Ann Todd en los papeles principales y producida por los estudios cinematográficos Gainsborough Pictures.

## Reparto
- Jack Hulbert como Teddy Deakin
- Cicely Courtneidge como Miss Bourne
- Ann Todd como Peggy Murdock
- Cyril Raymond como Richard Winthrop
- Allan Jeayes como Dr. Sterling
- Donald Calthrop como Saul Hodgkin
- Angela Baddeley como Julia Price
- Henry Caine como Herbert Price
- Tracy Holmes como Charles Bryant
- Carol Coomb como Elsie Bryant

## Argumento
Ocho pasajeros en ruta a Truro (Cornualles) se quedan varados en la solitaria estación de tren de Fal Vale en Cornualles. Obligados a pasar la noche, son obsequiados con una historia de terror del jefe de la estación sobre un tren fantasma que atraviesa la estación de noche. Lo que en realidad ocurre es que un grupo de traficantes de armas, que importan armas de Rusia, ocultan sus actividades perpetuando la leyenda del tren fantasma. Uno de los pasajeros es en realidad un detective que se da cuenta de los eventos «sobrenaturales» y hace que los contrabandistas que están a bordo del tren se precipiten a la muerte en un barranco cuando el puente giratorio se deja abierto.

## Historia
El tren fantasma (1931) fue la segunda de tres adaptaciones cinematográficas de la popular obra de teatro de 1923 del mismo título escrita por el dramaturgo británico Arnold Ridley, producidas por los estudios cinematográficos Gainsborough Pictures y la primera versión sonora.
Se trata de una película que, hasta hace unos pocos años, se creía perdida, pero algunas partes de la película (cinco bobinas de imágenes con dos bobinas de sonido, que representan unos 50 minutos de metraje y 10 de sonido) se recuperaron en un estado de conservación muy pobre. Su recuperación, fue parte de la campaña emprendida por el British Film Institute en 1992 para localizar películas perdidas.
La película tuvo bastante éxito en el momento de su estreno en Europa y América, donde se exhibió durante una semana en el célebre Roxy Theatre en la ciudad de Nueva York, en febrero de 1933. La crítica estadounidense declaró «con un toque hábil Walter Forde ha guiado a sus actores a través de una historia convincente, extrayendo de ella hasta la última gota de virtud crédula; cada jadeo de intensidad dramática. El resultado es una de las películas británicas más apasionantes jamás producidas». El éxito de la película provocó un enorme auge de las películas de suspense y misterio realizadas a principios de la década de 1930.
La compañía ferroviaria británica Great Western Railway (GWR) proporcionó, a la productora Gainsborough Pictures, sus instalaciones para las escenas de exteriores que incluyeron Paddington, el viaducto de Barmouth, el ramal Limpley Stoke-Camerton y la construcción de la estación «encantada» en una línea lateral del GWR cerca de Bath. Los interiores se filmaron en los estudios de Islington. La filmación de las muchas escenas nocturnas provocó numerosos problemas de iluminación, por lo que el tren fue pintado de blanco.